# Батист, Джон
Джонатан Майкл (Джон) Батист (англ. Jonathan Michael "Jon" Batiste, род. 11 ноября 1986 года) — американский музыкант и композитор, основатель и лидер группы Stay Human, музыкальный директор и лидер группы программы «Позднее шоу со Стивеном Кольбером» на канале CBS. Выступал и записывался со многими известными артистами в различных жанрах (Стиви Уандер, Принц, Вилли Нельсон, Ленни Кравиц, Эд Ширан). Лауреат премий «Оскар», «Золотой Глобус», «Грэмми» и BAFTA.

## Семья и образование
Родился в Метари, Луизиана, в католической семье с 7 братьями. Рос в Кенере, Луизиана. Дед с бабкой, Эстела и Жан Батист владели магазином в Новом Орлеане. Отец, Майкл, выступал как исполнитель музыки в стилях джаз, соул, R&B, фанк, основал группу Batiste Brothers Band. Кроме отца, в семье было много музыкантов: дядя Лайонел Батист (1931—2012) выступал с Treme Brass Band, ещё один его дядя, Милтон Батист (1935—2001), выступал с Olympia Brass Band, Рассел Батист (р. 1965) — ударник Porter Batiste Stoltz. В возрасте 8 лет Джон начал играть на ударных в группе своего отца. По совету матери, в 11 лет переключился на игру на фортепиано. В 17 лет выпустил свой первый альбом Times in New Orleans. Учился в St. Augustine High School и в New Orleans Center for Creative Arts, выпустился в 2004 году. В 2011 году получил степень бакалавра, а в 2013 магистра в Джульярдской школе. Во время учёбы выпустил свой второй альбом, Live in New York: At the Rubin Museum of Art. В то же время выступал в Южной Африке, Великобритании, Испании, Париже и в США.

## Карьера
В 2007 Джон дебютировал на Консертгебау в Амстердаме, где сам спродюсировал свое шоу. Давал уроки и мастер-классы в различных школах в неблагополучных районах. Был приглашен в Карнеги-холл где он спродюсировал и выступал в своем шоу с 6 молодыми нидерландскими исполнителями. Выступление заканчивалось перформансом хора, джазовой группы и оркестра написанным Джоном Батистом. В дальнейшем Джон выпустил несколько проектов, включая Social Music (2013), который провел более месяца на вершине джазовых хит-парадов Биллборд и iTunes.

## Личная жизнь
Долгое время встречается с американской автором и мотивационным оратором Сулейкой Джавад

## Дискография

### Студийные альбомы
| Times in New Orleans                                                              | - Выпущен: June 28, 2005 - Label: Self-released - Formats: CD, LP, digital download, streaming          | —   | — | —  | —  | — |
| Jazz Is Now                                                                       | - Выпущен: May 28, 2013 - Label: Naht Jona - Formats: CD, LP, digital download, streaming               | —   | — | —  | —  | — |
| Social Music (with Stay Human)                                                    | - Выпущен: October 15, 2013 - Label: Razor & Tie - Formats: CD, LP, digital download, streaming         | 134 | 2 | —  | —  | 1 |
| The Process (with Chad Smith and Bill Laswell)                                    | - Выпущен: October 21, 2014 - Label: M.O.D. Technologies - Formats: CD, LP, digital download, streaming | —   | — | —  | —  | — |
| Christmas with Jon Batiste                                                        | - Выпущен: November 19, 2016 - Label: Naht Jona - Formats: CD, LP, digital download, streaming          | 198 | 1 | 37 | 11 | 3 |
| Hollywood Africans                                                                | - Выпущен: September 28, 2018 - Label: Verve - Formats: CD, LP, digital download, streaming             | —   | 1 | —  | —  | 2 |
| Meditations (with Cory Wong)                                                      | - Выпущен: May 29, 2020 - Label: Self-released - Formats: CD, LP, digital download, streaming           | —   | — | —  | —  | — |
| We Are                                                                            | - Выпущен: March 19, 2021 - Label: Verve - Formats: CD, LP, digital download, streaming                 | 86  | — | —  | —  | — |
| «—» denotes a recording that did not chart or was not released in that territory. | |     |   |    |    |   |

1. ↑  Hollywood Africans reached number 33 on Billboard United States Top Current Albums chart, not the regular Billboard 200 that also includes catalog albums in addition to current records.[11]

### Саундтреки
| Название                                  | Подробности                                                                                             |
| ----------------------------------------- | --- |
| Soul (with Trent Reznor and Atticus Ross) | - Выпущен: December 18, 2020 - Label: Walt Disney Records - Format: CD, LP, digital download, streaming |

### Live альбомы
| Название                                            | Подробности                                                                           | Наивысшая позиция в чартах |
| Название                                            | Подробности                                                                           | US Jazz                    |
| --------------------------------------------------- | ------------------------------------------------------------------------------------- | -------------------------- |
| Live in New York: At the Rubin Museum of Art        | - Выпущен: May 26, 2006 - Label: Self-released - Format: Digital download, streaming  | —                          |
| The Music of John Lewis (with Wynton Marsalis)      | - Выпущен: March 24, 2017 - Label: Blue Engine Records - Format: CD, digital download | 3                          |
| Chronology of a Dream: Live at the Village Vanguard | - Выпущен: 2019 - Label: Verve - Format: CD, LP, digital download                     | —                          |
| Anatomy of Angels: Live at the Village Vanguard     | - Выпущен: 2019 - Label: Verve - Format: CD, digital download                         | —                          |

### Дополнительные записи
| Название                           | Подробности                                                                                   | Наивысшая позиция в чартах | Наивысшая позиция в чартах |
| Название                           | Подробности                                                                                   | US Heat                    | US Jazz                    |
| ---------------------------------- | --------------------------------------------------------------------------------------------- | -------------------------- | -------------------------- |
| In the Night                       | - Выпущен: 2008 - Label: Self-released - Format: Digital download, streaming                  | —                          | —                          |
| The Amazing Jon Batiste!           | - Выпущен: 2009 - Label: Self-released - Format: Digital download, streaming                  | —                          | —                          |
| MY N.Y. (with Stay Human)          | - Выпущен: 2011 - Label: Self-released - Format: Digital download, streaming                  | —                          | —                          |
| The Late Show EP (with Stay Human) | - Выпущен: February 5, 2016 - Label: The Late Show Inc. - Format: Digital download, streaming | 18                         | 3                          |

## Признание
В 2016 году Джон Батист был включен в список Forbes 30 Under 30 в категории «Музыка», составленный журналом Форбс и содержащий 30 музыкантов до 30 лет. В 2018 году был назван Великим Маршалом парада Эндимиона (часть празднования Марди Гра) в Новом Орлеане — вместе с Родом Стюартом и Джейсоном Деруло.

## Награды и номинации
В 2018 году получил номинацию «Грэмми» в категории Лучшее рутс-исполнение за альбом «Saint James Infirmary Blues»
В 2020 году получил 2 номинации: в категории Лучший современный инструментальный альбом за альбом Chronology of a Dream: Live at the Village Vanguard и в категории Лучший нью-эйдж-альбом за альбом Meditations (совместно с Кори Вонгом)
В 2021 году Джон Батист получил «Оскар» за музыку к мультипликационному фильму студии Pixar Душа (совместно с членами группы Nine Inch Nails Трентом Резнором и Аттикусом Россом. За эту же работу трио выиграло Премию «Золотой Глобус», Премию «Выбор критиков» и Премию BAFTA за лучшую музыку к фильму.

### Grammy Awards
| Год  | Категория                                  | Номинирован                                             | Результат |
| ---- | ------------------------------------------ | ------------------------------------------------------- | --------- |
| 2019 | Лучшее рутс-исполнение                     | «St. James Infirmary Blues»                             | Номинация |
| 2021 | Лучший современный инструментальный альбом | Chronology of a Dream: Live at The Village Vanguard     | Номинация |
| 2021 | Лучший нью-эйдж-альбом                     | Meditations (Совместно с Кори Вонгом)                   | Номинация |
| 2022 | Лучший альбом года                         | We Are                                                  | Победа    |
| 2022 | Лучший R&B альбом                          | We Are                                                  | Номинация |
| 2022 | Лучшая запись года                         | «Freedom»                                               | Номинация |
| 2022 | Лучшее музыкальное видео                   | «Freedom»                                               | Победа    |
| 2022 | Лучшее традиционное R&B исполнение         | «I Need You»                                            | Номинация |
| 2022 | Лучшая джаз-соло импровизация              | «Bigger Than Us»                                        | Номинация |
| 2022 | Лучший джазовый инструментальный альбом    | Душа (Jazz Selections: Music from and Inspired by Soul) | Номинация |
| 2022 | Лучшее рутс-исполнение                     | «Cry»                                                   | Победа    |
| 2022 | Лучшая рутс-песня                          | «Cry»                                                   | Победа    |
| 2022 | Лучший саундтрек для визуальных медиа      | Душа (совместно с Trent Reznor and Atticus Ross)        | Победа    |
| 2022 | Лучшая современная классическая композиция | Batiste: Movement 11'                                   | Номинация |

### Комментарии
1. ↑  ничья с Карлос Рафаэль Ривера за Ход королевы.